# The Warning (album de Queensrÿche)
Pour les articles homonymes, voir The Warning.
Albums de Queensrÿche
Queensrÿche
(1983) Rage for Order
(1986)
The Warning est le 2e album du groupe Queensrÿche sorti en 1984.

## Chansons de l'album
1. Warning (4:46)
2. En force (5:16)
3. Deliverance (3:21)
4. No sanctuary (6:05)
5. N M 156 (4:38)
6. Take hold of the flame (4:57)
7. Before the Storm (5:13)
8. Child of fire (4:34)
9. Roads to madness (9:40)

## Musiciens sur l'album
- Geoff Tate: voix
- Scott Rockenfield: batterie
- Chris DeGarmo: guitares
- Michael Wilton: guitares
- Eddie Jackson: basse